# Juan Pablo García-Berdoy
Juan Pablo García-Berdoy y Cerezo (Madrid, 9 de marzo de 1961) es un diplomático y abogado español. Ha sido embajador representante permanente de España ante la Unión Europea (2016-2021), así como embajador de España en Rumanía (2005-2009), en Moldavia (2005-2009), y en Alemania (2012-2016). Está casado y tiene dos hijos. En 2024 trabaja como representante de la consultora LLYC para asuntos públicos europeos, en excedencia de su cargo diplomático.

## Biografía
Nacido en la ciudad de Madrid en el año 1961. Es licenciado en Derecho y es políglota ya que habla los idiomas: inglés, francés, alemán y rumano.
Licenciado en Derecho. Inició su carrera diplomática en mayo de 1987, siendo en este mismo mes cuando empezó como Consejero técnico en el Gabinete del Ministro de Asuntos Exteriores. Seguidamente desde julio de 1988 a julio de 1990 fue nombrado cónsul de España en Manila y Filipinas, hasta un mes más tarde del último año que regresó a España y volvió a ocupar el puesto de consejero técnico en el gabinete de exteriores. Meses más tarde fue Consejero técnico para las relaciones con los países del centro y del Este de Europa en la Secretaría de Estado para las Relaciones con las Comunidades Europeas.
En diciembre de 1991 fue Consejero en la Embajada de España en Bonn (Alemania), encargándose de asuntos europeos y a su vez también fue un destacado miembro en la Dirección de Asuntos Europeos del Ministerio de Asuntos Exteriores de Alemania y miembro de la presidencia del grupo de reflexión para la reforma del Tratado de Maastricht. En enero de 1996 fue director del Gabinete del Secretario de Estado para la Unión Europea. Años más tarde en el 2000 fue director del Gabinete de la  Presidencia del Congreso de los Diputados y desde diciembre de 2002 hasta mayo de 2004 fue director general de Política Exterior para Europa.
Un año más tarde en marzo de 2005, presentó las Cartas credenciales tras haber sido nombrado embajador de España en Rumanía y posteriormente a su vez presentó las cartas credenciales al ser nombrado también embajador en Moldavia. En abril de 2009, pidió la excedencia voluntaria de la carrera diplomática, dejando su cargo de embajador y regresando a España, donde en octubre del mismo año puso en marcha el Aspen Institute España, que se constituyó formalmente como fundación en diciembre de 2010 y de la que fue su secretario general.
Dejó su cargo en la fundación tras ser nombrado en marzo de 2012, por el presidente del Gobierno Mariano Rajoy como embajador de España en Alemania. Posteriormente fue nombrado representante de España ante la Unión Europea, cargo que mantuvo entre 2016 y 2021. 
Posteriormente, volvió a pedir una excedencia y se puso a trabajar como consultor en el sector privado.

## Títulos y condecoraciones
- Comendador de la Orden de Isabel la Católica.
- Orden del Mérito Civil.
- Orden del Mérito de la República Federal de Alemania.